# Thomas Gold Appleton
Pour les articles homonymes, voir Appleton.
Thomas Gold Appleton, né le 31 mars 1812 à Boston dans le Massachusetts et mort le 17 avril 1884 à New York, est un écrivain américain.

## Biographie
Fils aîné du politicien Nathan Appleton, il a notamment pour ami le poète Henry Longfellow (qui épousera une de ses sœurs, Frances Elizabeth Appleton) et le peintre Winckworth Allan Gay.

## Œuvres
- Faded Leaves (1872)
- Fresh Leaves (1874)
- Nile Journal (1876)
- Syrian Sunshine (1877)
- Windfalls (1878)
- Chequer-Work (1879)